# Samuel Edimo
Pour les articles homonymes, voir Edimo.
Samuel Edimo dit N'Ganga est un footballeur camerounais né le 26 décembre 1934 à Douala et mort le 25 avril 1997 à Pujaudran. Il évolue au poste d'attaquant du milieu des années 1950 au milieu des années 1960.
Après des débuts professionnels au SO Montpellier, il joue au FC Sochaux, au Toulouse FC et au Red Star, avant de terminer sa carrière à l'US Dunkerque.

## Biographie

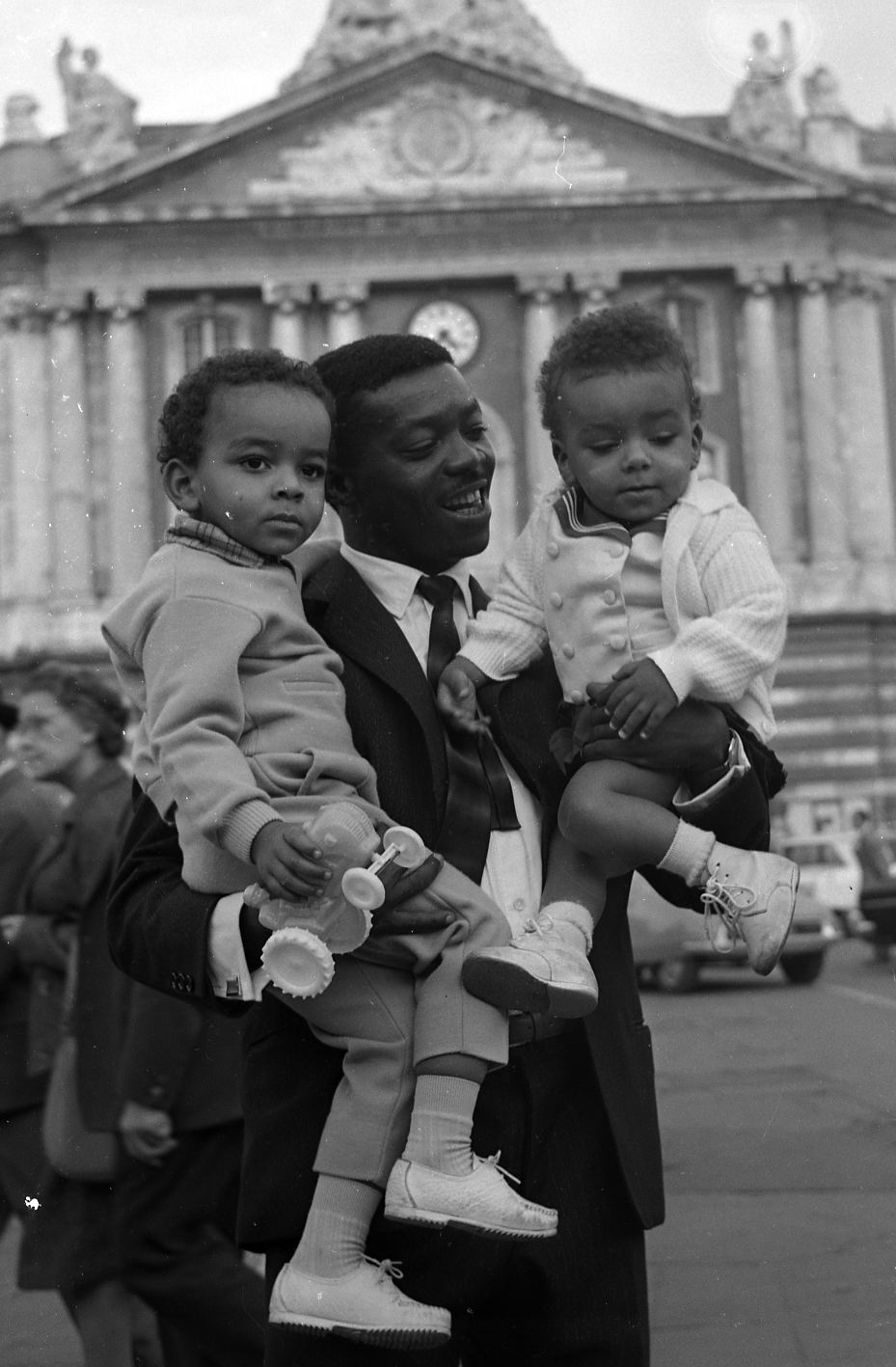
Samuel Edimo et ses enfants sur la place du Capitole en 1962 (André Cros, archives municipales de Toulouse).

## Palmarès
- Finaliste de la Coupe de France en 1959 avec le FC Sochaux[2].